# Scott Brown (DJ)
Scott Brown je škotski happy hardcore DJ i producent. Osim happy hardcorea, Brown se bavi i gabberom, te technom.
Njegova glazba je znatno utjecala na razvoj britanske hardcore/techno scene. 

Brown je producirao glazbu u vlastitim diskografskim kućama: Evolution Records, Evolution Plus, Evolved, Evolution Gold, Poosh, Screwdriver i Twisted Vinyl.

Njegove pjesme pojavile su se na kompilaciji 'Bonkers', najprodavanijoj i najpoznatijoj britanskoj kompilaciji happy hardcorea. Najpoznatije pjesme: "Technophobia", "Fly With You", "Now Is The Time", "Neckbreaker", "Boomstick", "Fuzzy Muff" i "Turn Up The Music". Hit "Elysium" mu je donio najveću slavu i danas se ta pjesma smatra "kultnom" među slušateljima hardcore/techno glazbe općenito.

## Vanjske poveznice
- Evolution Records
- Intervju sa Scott Brownom
- Discogs
- Diskografija